# Spinaria campania
Spinaria campania är en stekelart som beskrevs av Van Achterberg 2007. Spinaria campania ingår i släktet Spinaria och familjen bracksteklar. Inga underarter finns listade i Catalogue of Life.